# پایانه اتوبوس اسکاربرو سنتر
پایانه اتوبوس اسکاربرو سنتر (انگلیسی: Scarborough Centre Bus Terminal) یک ترمینال اتوبوسرانی منطقه ای و بین شهری در مرکز شهر اسکاربرو در تورنتو، انتاریو، کانادا، واقع در مجاورت ایستگاه متروی همنام خود ایستگاه اسکاربرو سنتر در خط ۳ اسکاربرو متروی تورنتو است.